# Episodi di Panda (seconda stagione)
La seconda e ultima stagione della serie televisiva francese Panda, composta da 6 episodi, è stata pubblicata online in Canada dall'emittente TV5unis.. In chiaro per il Belgio è stata trasmessa in prima visione assoluta su RTL TVI dal 8 gennaio al 29 gennaio 2025, mentre in Francia è stata trasmessa su TF1 dal 9 gennaio al 30 gennaio 2025. 
In Italia la stagione è inedita.
| nº | Titolo originale           | Titolo italiano | Pubblicazione in Canada | Prima TV Italia |
| -- | -------------------------- | --------------- | ----------------------- | --------------- |
| 1  | Le chant des sirènes       |                 | 3 gennaio 2025          |                 |
| 2  | Un mariage, un enterrement |                 | 3 gennaio 2025          |                 |
| 3  | Meurtre sur cour           |                 | 3 gennaio 2025          |                 |
| 4  | Panda Horror Show          |                 | 3 gennaio 2025          |                 |
| 5  | Rencontre du troisième âge |                 | 3 gennaio 2025          |                 |
| 6  | Entrée, plat, décès        |                 | 3 gennaio 2025          |                 |